# Skinnskatteberg

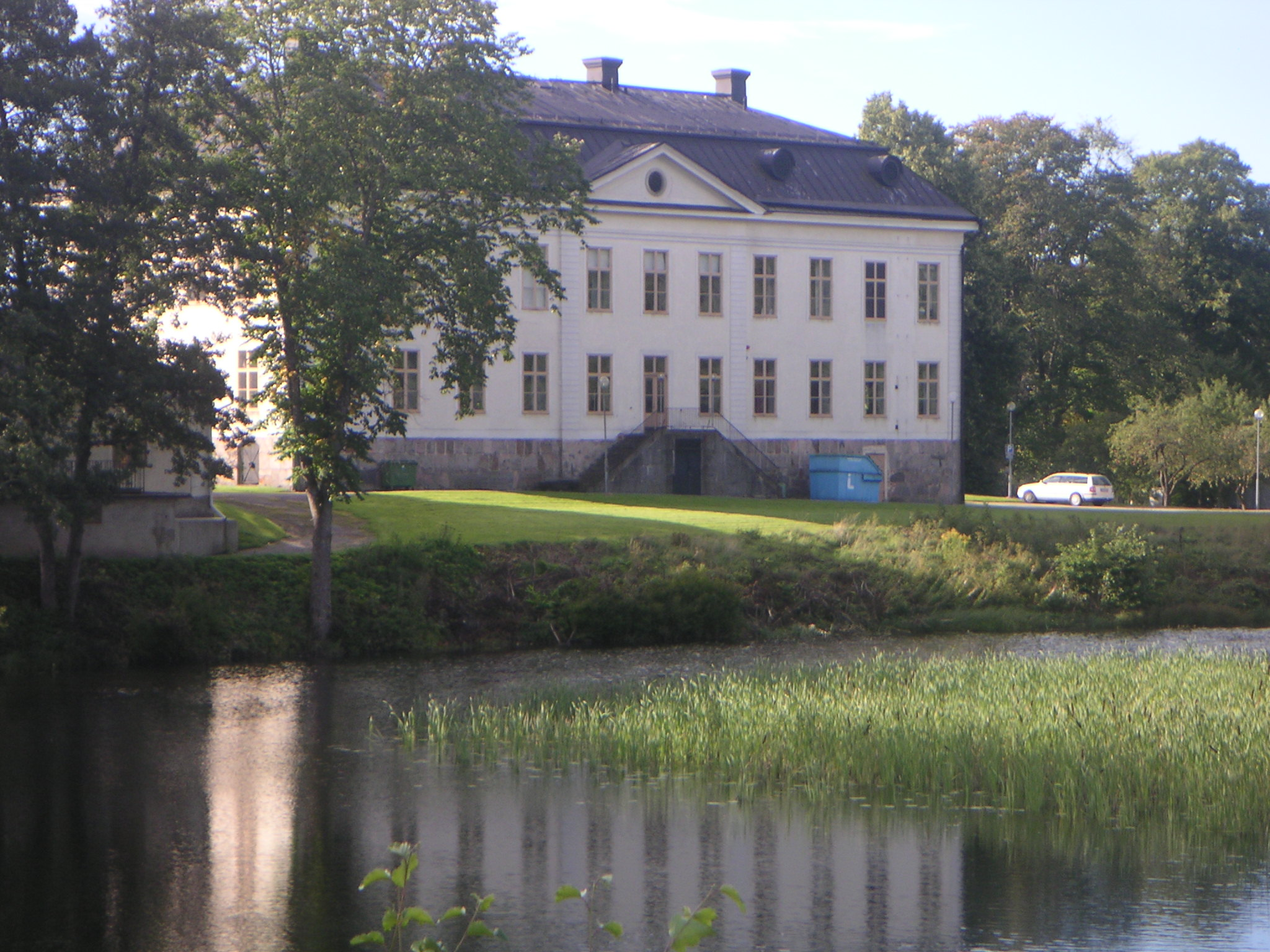
Herrenhaus in Skinnskatteberg

Skinnskatteberg ist ein Ort (tätort) in der schwedischen Provinz Västmanlands län und der historischen Provinz Västmanland. Er ist der Hauptort der Gemeinde Skinnskatteberg.
Die Ansiedlung liegt etwa 55 km nordwestlich von Västerås und ist ein altes Zentrum für die Verarbeitung von Eisen und anderen Bergbauprodukten. Als Bergbauregion wurde Skinnskatteberg erstmals in der Mitte des 14. Jahrhunderts urkundlich erwähnt. Nach der großflächigen Stilllegung der Eisenverarbeitung zum Beginn des 20. Jahrhunderts war die Holzverarbeitung der wichtigste Wirtschaftszweig. Nachdem auch diese Fabriken überwiegend der Rationalisierung zum Opfer fielen, ist nun ein Unternehmen das Lüftungsanlagen herstellt, der größte Arbeitgeber.
Bekannt ist der Ort für sein jährliches Chorfestival bei dem Chöre aus Schweden und aus dem Ausland auftreten.

## Geschichte
Der Ortsname Skynzekkeberge tauchte erstmals in der Mitte des 14. Jahrhunderts auf. Die ursprüngliche Bedeutung des Begriffes ist umstritten. Es wurde vermutet, dass er sich auf einen Berg in der Nähe der Kirche bezog, der einem Lederbeutel (skinnsäck) glich. Andere Personen deuteten das Wort als „die Bergbauregion, die ihre Steuern (skatt) in Leder (skinn) bezahlt“. In rascher Folge entstanden Hütten und Schmieden in der Umgebung des Ortes. 1582 entstand ein staatlicher Hochofen, der 1609 mit einer Hammerschmiede komplettiert wurde. 1611 entstand noch eine Kupferhütte, doch schon in den 1620er Jahren wurden diese Einrichtungen stillgelegt.
In den 1730er Jahren kaufte Graf Fredrik Gyllenborg (1698–1759), der schon andere Hütten in der Umgebung besaß, viele Werkstätten in Skinnskatteberg. Unter seiner Leitung wurde der Bergbau zusätzlich vorangetrieben. Nach Gyllenborgs Tod entstanden ökonomische Probleme und die Fabriken mussten kurze Zeit von einer Bank notverwaltet werden. Über den Chemiker Wilhelm von Hisinger gelangten die Anlagen schließlich in den Besitz des Adelsgeschlechtes Heijkenskjöld.
1889 wurde der Wert der Roheisenfabriken, Mühlen, Sägewerke und Ziegeleien von Skinnskatteberg auf 629.000 schwedische Kronen taxiert. 1907 übernahm die Aktiengesellschaft Skinnskattebergs Bruks AB alle Einrichtungen, doch schon 1909 erfolgte die Stilllegung der meisten Fabriken. Dieser Rückgang wurde kompensiert durch die Etablierung von holzverarbeitenden Fabriken. Heute dominieren Skinnskatteberg Trä AB (Veredelung von Holz) und Systemair AB (Lüftungsanlagen) die Wirtschaft des Ortes.

## Persönlichkeiten
- Georg Brandt (1694–1768), Chemiker
- Joel Ramqvist (1909–2001), Kanute